# Saliente (geografia)

I panhandle degli Stati Uniti d'America.

La provincia di Trieste è un esempio di saliente

Un saliente è una sporgenza, tipicamente a forma di braccio, di un'entità geopolitica.
Il concetto si può equiparare a quello di una penisola oppure a quello di un istmo, ma anziché essere circondata da una massa d’acqua è circondata da un’altra entità geografica.
Esempi di saliente sono la provincia di Trieste e il dito di Caprivi, in Namibia.

## Termine
Il termine "panhandle", letteralmente manico della padella, viene utilizzato generalmente solo negli Stati Uniti; tra i termini utilizzati in altre parti del mondo vi è saliente, derivato dai salienti militari. Sebbene sia simile geograficamente ad una penisola nella forma, un panhandle non è circondato da acque su tre lati, ed è connesso alla terraferma. È infatti delimitato da confini di terra su almeno due lati e si estende come propaggine dal corpo geografico principale dell'unità amministrativa.
La forma del saliente è il risultato di confini internazionali o subnazionali disegnati arbitrariamente, anche se la posizione di alcuni confini amministrativi viene decisa considerando anche legami economici o la topografia del luogo. Negli Stati Uniti, una propaggine di terra con forma meno allungata è chiamata informalmente bootheel.

## Salienti negli Stati Uniti
| Stato                               | Città principale | Popolazione | Area (km²) | Densità di popolazione (per km²) |
| ----------------------------------- | ---------------- | ----------- | ---------- | -------------------------------- |
| Alaska                              | Juneau           | 72.954      | 91.007     | 0,80                             |
| Connecticut                         | Stamford         | 220.209     | 248        | 887,94                           |
| Florida*                            | Tallahassee      | 1.222.492   | 29.277     | 41,76                            |
| Idaho                               | Coeur d'Alene    | 295.160     | 54.423     | 5,42                             |
| Maryland                            | Frederick        | 469.376     | 5.682      | 82,61                            |
| Nebraska                            | Scottsbluff      | 90.410      | 36.928     | 2,45                             |
| Oklahoma                            | Guymon           | 28.751      | 14.729     | 1,95                             |
| Texas                               | Amarillo         | 427.927     | 67.047     | 6,38                             |
| Virginia Occidentale orientale      | Martinsburg      | 212.483     | 9.062      | 23,45                            |
| Virginia Occidentale settentrionale | Wheeling         | 141.060     | 1.556      | 90,66                            |

* Questa definizione del Florida panhandle include le seguenti contee: Contea di Bay, di Calhoun, di Escambia, di Franklin, di Gadsden, di Gulf, di Holmes, di Jackson, di Jefferson, di Leon, di Liberty, di Madison, di Okaloosa, di Santa Rosa, di Taylor, di Wakulla, di Walton, e di Washington.
- Le sei città della Contea di Cook, eccetto Chicago.[1]
- La ferrovia Pittsburgh—Cincinnati—Chicago—St. Louis era spesso chiamata the Panhandle, dato che attraversava il panhandle settentrionale della Virginia Occidentale.
- Il panhandle di San Francisco, California

## Salienti nel resto del mondo
I salienti possono essere il risultato di linee linguistiche o etniche, o essere il risultato di caratteristiche geografiche tra le altre ragioni. Tra gli esempi principali vi sono:

### Africa
- Regione dell'Estremo Nord, Camerun
- Dito di Caprivi, Namibia
- Casamance, Senegal
- Saliente di Wadi Halfa, Sudan
- Peduncolo del Congo, Repubblica Democratica del Congo

### Americhe
- Misiones, Argentina
- Buenos Aires, Argentina
- Triângulo Mineiro, Minas Gerais, Brasile
- Parco provinciale Tatshenshini-Alsek, Columbia Britannica, Canada
- Contea di Madawaska, Canada
- Amazonas, Guainía, Colombia
- Dipartimento di Petén, Guatemala
- Tamaulipas, Messico

### Asia
- Corridoio del Wakhan, Afghanistan
- Teknaf, Bangladesh
- Regione di Tanintharyi, Birmania
- Parrot's Beak, Cambogia
- Saliente di Louroujina, Cipro
- Stati Sette Sorelle, India
- Sikkim, India
- Dito di Galilea, Israele
- Governatorato di Mafraq, Giordania
- Regione di Batken, Kirghizistan
- Nord Hamgyong, Sud Hamgyong, e Ryanggang, che insieme costituiscono il "panhandle" della Corea del Nord
- Karakorum, Pakistan
- Distretto di Al-Malikiyah, Siria
- Suǧd, Tagikistan
- Thailandia del Sud
- Provincia di Hatay, Turchia

### Europa
- Syunik, Armenia
- Tirolo e Vorarlberg che insieme costituiscono il panhandle occidentale dell'Austria
- Neum, Bosnia ed Erzegovina
- Distretto di Cheb, Repubblica Ceca
- Uncino di Šluknov, Repubblica Ceca
- Enontekiö, Finlandia
- Arrondissement di Charleville-Mézières, Francia
- Tracia occidentale, Grecia
- Donegal, Repubblica d'Irlanda
- Monaghan, Repubblica d'Irlanda
- Provincia di Trieste, Italia
- Limburgo, Paesi Bassi
- Nord-Norge, Norvegia
- Gmina Bogatynia, Polonia
- Canton Ginevra, Svizzera
- Canton Sciaffusa, Svizzera
- Distretto di Bernina, Inn, Lugano, Mendrisio e Porrentruy, Svizzera
- Budjak, Ucraina
- Dacorum, Regno Unito
- Royal Borough of Kingston upon Thames, Regno Unito

### Storici
- Corridoio di Danzica, Seconda Repubblica di Polonia (1919-1939)